# Mary Gideon
Mary Gideon (* 10. Dezember 1989) ist eine nigerianische Badmintonspielerin. 

## Karriere
Mary Gideon gewann 2009 die Afrikameisterschaft im Damendoppel mit Grace Daniel. Beide waren auch gemeinsam bei den Mauritius International des gleichen Jahres erfolgreich und nahmen an der Badminton-Weltmeisterschaft 2009 teil. 

## Sportliche Erfolge
| Saison | Veranstaltung           | Disziplin   | Platz | Name                       |
| ------ | ----------------------- | ----------- | ----- | -------------------------- |
| 2009   | Mauritius International | Damendoppel | 1     | Grace Daniel / Mary Gideon |
| 2009   | Afrikameisterschaft     | Damendoppel | 1     | Grace Daniel / Mary Gideon |